# Hypogastrura brevispina
Hypogastrura brevispina är en urinsektsart som först beskrevs av Harvey 1893.  Hypogastrura brevispina ingår i släktet Hypogastrura och familjen Hypogastruridae. Inga underarter finns listade i Catalogue of Life.